# Oresbius laticeps
Oresbius laticeps är en stekelart som först beskrevs av Per Abraham Roman 1926.  Oresbius laticeps ingår i släktet Oresbius och familjen brokparasitsteklar. Inga underarter finns listade i Catalogue of Life.